# Diviaky nad Nitricou
Diviaky nad Nitricou (Hongaars: Nyitradivék, Duits: Divick) is een Slowaakse gemeente in de regio Trenčín, en maakt deel uit van het district Prievidza.
Diviaky nad Nitricou telt 1.783 inwoners.